# 埃科斯 (密歇根州)
埃科斯（Ecorse）是美国密歇根州韦恩县的一座城市。
根据2010年美国人口普查，共有9,512人，其中白人占44.0%、非裔美国人占46.4%。